# Federico Demetz
Federico Demetz (Bressanone, 9 giugno 1992) è un ex hockeista su ghiaccio italiano.

## Carriera
Cresciuto nell'Hockey Club Gherdëina, con la cui maglia ha esordito in seconda serie nella stagione 2009-2010, nella stagione 2011-2012 è passato in prestito alle giovanili dell'HC Appiano.
La squadra dell'Oltradige era il farm team dell'HC Bolzano, e Demetz si mise in mostra tanto da essere chiamato ad esordito in massima serie vincendo, al termine della stagione, il suo primo titolo italiano.
Dopo essere brevemente tornato al Gherdëina, nel campionato successivo è stato poi ceduto dalla società gardenese all'SG Pontebba, con cui ha chiuso il campionato all'ultimo posto.
Dopo essere rimasto per un anno lontano dal ghiaccio, per il campionato 2014-2015 si è accasato con l'HC Merano Junior, che con la riforma dei campionati si è iscritto alla serie B.
Dopo una breve parentesi, nella prima parte della stagione 2015-2016, con il Val Venosta, è passato all'Hockey Club Bressanone. Coi brissinesi ha disputato per due stagioni la quarta serie austriaca, poi la terza serie italiana (vinta al primo anno, con conseguente promozione) e le successive in Italian Hockey League. Era stato confermato anche per la stagione 2023-2024 durante la quale tuttavia non venne mai utilizzato.

## Palmarès

### Club
- Campionato italiano: 1

Bolzano: 2011-2012